# Tanagro
Die Tanagro ist ein Fluss in Südwestitalien.

## Geografie
Der Fluss entspringt in der Nähe der Stadt Casalbuono im Süden Italiens. Casalbuono liegt in der Provinz Salerno. Im weiteren Verlauf entwässert er hauptsächlich das Vallo di Diano in nördlicher Richtung. Im Bereich dieses Tals ist der Fluss zu einem großen Teil kanalisiert, ehe er die letzten 20 Kilometer wieder frei fließen kann. Bei Casalbuono vereinigt er sich schließlich mit der Sele.

## Hydrologie
Das Wasser des Tanagro kommt hauptsächlich aus dem Vallo di Diano. Des Weiteren fließt der Bianco, der aus nordöstlicher Richtung zufließt und bei Ricigliano entspringt, etwa 10 Kilometer vor der Mündung in den Fluss. Die durchschnittliche Wassermenge in diesem Fluss beträgt etwa 20 m³ pro Sekunde.